# بریج واتر (تاسمانی)
بریج واتر (به انگلیسی: Bridgewater) یک حومه شهر در استرالیا است که در تاسمانی واقع شده‌است.